# Sinus-Jugendstudie
Die Sinus-Jugendstudie (eigentlicher Titel der Reihe „Wie ticken Jugendliche?“) ist eine qualitativ-empirische Untersuchung der Lebenswelten und (Alltags-)Soziokulturen von Jugendlichen im Alter zwischen 14 und 17 Jahren in Deutschland. Das Sinus-Institut untersucht also ausschließlich Menschen, die in Deutschland auch rechtlich (im Sinn des § 1 des JuSchG) als „Jugendliche“ gelten.
Die Studienreihe „Wie ticken Jugendliche?“ wird vom Sinus-Institut seit 2008 alle vier Jahre durchgeführt. Die forschungsleitenden Fragen zur Untersuchung der jugendlichen Lebenswelten lauten dabei: Wie leben und erleben Jugendliche ihren Alltag? Wie nehmen sie die gegenwärtigen Verhältnisse in Deutschland und in der Welt wahr? An welchen Werten orientieren sie sich? Welche Lebensentwürfe verfolgen sie?
Daneben werden in jeder Studie neue inhaltliche Schwerpunkte gesetzt. Beispielsweise standen 2016 die Themen Nation, kritischer Konsum und Mobilität, 2020 die Themen Zukunft, Schule, Gesundheit, Sport, Politik und die Corona-Krise oder 2024 die Themen Politik, Soziale Medien, Geschlechterrollen, Schule und Sport im Vordergrund.
Die Sinus-Jugendstudie richtet sich an Beschäftigte in der Jugendarbeit und -bildung sowie an Entscheidungsträger in Politik und Wirtschaft sowie an die interessierte Öffentlichkeit. In der Praxis wird sie als Handbuch für die Zielgruppenarbeit eingesetzt, in der Wissenschaft gilt sie als Referenzwerk.

## Sinus-Modell für jugendliche Lebenswelten („Jugendmilieus“)
Die Sinus-Jugendstudie hat den Anspruch, die soziokulturelle Vielfalt der jugendlichen Lebenswelten in Deutschland systematisch einzufangen und modellhaft zu den „Sinus-Lebenswelten u18“ zu verdichten. Diese Verdichtung orientiert sich am Ansatz der Sinus-Milieus.
Der Sinus-Jugendstudie liegt ein qualitatives Forschungsdesign zugrunde, das narrative Einzelinterviews sowie offene Selbstausfüller-Fragebögen und Fotodokumentationen der Wohnwelten Jugendlicher kombiniert.
Das daraus entstandene Modell ist wie folgt aufgebaut:
- In der vertikalen Achse ist der nächste angestrebte Schulabschluss abgebildet, der in Deutschland in hohem Maß mit dem sozialen Hintergrund des Elternhauses korreliert.[7]
- Die horizontale Achse markiert die lebensweltspezifischen Werthaltungen untergliedert in drei dominante Wertefelder: „Absicherung“ (Abschnitt A), „Bestätigung und Benefits“ (Achsenabschnitt B) und „Charisma“ (Achsenabschnitt C). Neben diesen gruppenspezifischen Werten sind in dem Modell auch universelle Werte, auf die sich fast alle Jugendlichen verständigen: soziale Geborgenheit (Familie, Freunde, Treue) und soziale Werte (Altruismus, Toleranz) sowie Leistung und Selbstbestimmung.

Im Ergebnis dokumentiert die Sinus-Jugendstudie 2024 die folgenden jugendlichen Lebenswelten:

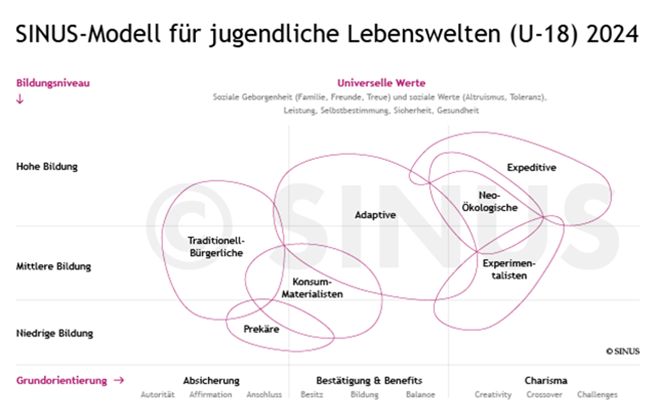
SINUS-Modell für die Lebenswelten der 14-17-Jährigen (Studie 2024). Das Modell verdichtet die soziokulturelle Vielfalt der jugendlichen Lebenswelten in Deutschland entlang zweier Dimensionen (angestrebte Bildung und normative Grundorientierung) (vgl. Sinus-Milieus).

| Lebenswelt              | Kurzbeschreibung |
| ----------------------- | --- |
| Traditionell-Bürgerlich | Die bescheidenen, natur- und heimatorientierten Familienmenschen mit starker Bodenhaftung                                |
| Adaptive                | Der leistungs- und familienorientierte Mainstream mit hoher Anpassungsbereitschaft                                       |
| Prekäre                 | Die um Orientierung und Teilhabe bemühten Jugendlichen mit schwierigen Startvoraussetzungen und Durchbeißermentalität    |
| Konsum-Materialisten    | Die freizeit- und familienorientierte untere Mitte mit ausgeprägten markenbewussten Konsumwünschen                       |
| Experimentalisten       | Die spaß- und szeneorientierten Nonkonformisten mit Fokus auf Leben im Hier und Jetzt                                    |
| Neo-Ökologische         | Die nachhaltigkeits- und gemeinwohlorientierten Jugendlichen mit kosmopolitischem Mindset und intellektuellen Interessen |
| Expeditive              | Die erfolgs- und lifestyle-orientierten Networker auf der Suche nach neuen Grenzen und unkonventionellen Erfahrungen     |

## Studie 2008
In der Sinus-Milieustudie U27 wurden erstmals die Lebenswelten von katholisch getauften Kindern (9–13 Jahren), Jugendlichen (14–19 Jahren) sowie jungen Erwachsenen (20–27 Jahren) in einer Pilotstudie untersucht. Thematische Schwerpunkte waren Wertorientierungen, Vergemeinschaftung, Engagement, Sehnsüchte und Zukunftsentwürfe sowie religiöse und kirchliche Einstellungen.
Die Sinus-Jugendstudie 2008 wurde im Auftrag des Bundes der Deutschen Katholischen Jugend und des Bischöflichen Hilfswerks Misereor durchgeführt.

## Studie 2012
In der Sinus-Jugendstudie 2012 wurde erstmals ein spezifisches Lebenswelt-Modell für Jugendliche im Alter von 14 bis 17 Jahren entwickelt. Thematische Schwerpunkte dieser Studien waren Zukunftsvorstellungen, Vergemeinschaftung, Medien, Schule und Lernen, berufliche Orientierung, gesellschaftliches und politisches Interesse, Glaube, Religion und Kirche sowie Engagement.
Die Sinus-Jugendstudie 2012 wurde im Auftrag der Deutschen Kinder- und Jugendstiftung, des Bundes der Deutschen Katholischen Jugend, der Bundeszentrale für politische Bildung, der Bischöflichen Medienstiftung der Diözese Rottenburg-Stuttgart, des Bischöflichen Hilfswerks Misereor und des Südwestrundfunks (SWR) durchgeführt.

## Studie 2016
Die Sinus-Jugendstudie 2016 setzte thematische Schwerpunkte auf digitale Medien und digitales Lernen, Mobilität, Nachhaltigkeit, Liebe und Partnerschaft, Glaube und Religion, Geschichtsbilder, Nation und nationale Identität sowie Flucht und Asyl.
Die Sinus-Jugendstudie 2016 wurde im Auftrag der Arbeitsstelle für Jugendseelsorge der Deutschen Bischofskonferenz, dem Bund der Deutschen Katholischen Jugend, der Bundeszentrale für politische Bildung, der Deutschen Kinder- und Jugendstiftung und der VDV-Akademie (Verband-Deutscher-Verkehrsunternehmen-Akademie) durchgeführt.
In der Sinus-Jugendstudie 2016 wurde u. a. der Begriff Neo-Konventionalismus verwendet. Typisch sei demnach für die Generation Z das Nichtabgrenzen gegenüber der Elterngenerationen. Jugendliche der Generation Z orientieren sich demnach am Lebensstil der Eltern.

## Studie 2020
Die Sinus-Jugendstudie 2020 setzte thematische Schwerpunkte auf Berufswahlprozesse, Wohlbefinden und Partizipation in der Schule, Gesundheit, Sport, Politik und die Corona-Krise.
Die Sinus-Jugendstudie 2020 wurde im Auftrag der Bundeszentrale für politische Bildung, der Arbeitsstelle für Jugendseelsorge der Deutschen Bischofskonferenz, der BARMER, dem Bund der Deutschen Katholischen Jugend, dem Deutschen Fußball-Bund, der Deutschen Kinder- und Jugendstiftung, der Deutschen Sportjugend und der DFL Stiftung durchgeführt.

## Studie 2024
Die Sinus-Jugendstudie 2024 setzte thematische Schwerpunkte auf Umgang mit politischen Krisen, soziale Ungleichheit und Diskriminierung, Engagement und Beteiligung, Lernort Schule, Mental Health, Sinnsuche und Spiritualität in Social Media, Umgang mit Fake News, Geschlechtsidentität und Rollenerwartungen sowie Sport und Bewegung.
Die Sinus-Jugendstudie 2024 wurde im Auftrag der Bundeszentrale für politische Bildung, der Arbeitsstelle für Jugendseelsorge der Deutschen Bischofskonferenz, dem Bund der Deutschen Katholischen Jugend, der Deutschen Kinder- und Jugendstiftung und der DFL Stiftung durchgeführt.